# Laure Garancher
Laure Garancher est une autrice de bande dessinée et agronome française née le 3 mars 1981.

## Biographie
Laure Garancher fait des études d'ingénieur en agro-alimentaire à l'Institut national supérieur des sciences agronomiques, de l'alimentation et de l'environnement puis en sociologie à l'université Panthéon-Sorbonne. À partir de 2007 pendant trois ans, elle travaille pour l'Organisation mondiale de la santé au Viêt Nam, mission qui lui inspire sa première bande dessinée, Mon Fiancé Chinois, parue en 2013 (Steinkis) : elle y explore le sujet des mariages arrangés entre Vietnamiens et Chinois sur plusieurs générations. L'autrice passe ensuite quelque temps en Afrique du Sud.
En 2014, elle est détachée par le ministère des Affaires étrangères au bureau régional de l'OMS à la Barbade. La même année paraît Opium chez Les Éditions Fei. L'autrice y évoque la première Guerre de l'opium.
En 2015, alors qu'elle est en poste dans les Caraïbes, elle recourt au dessin pour communiquer avec la population locale. Cette expérience nourrit un projet associatif. En 2016, elle s'associe avec Mayana Itoïz et son compagnon Wilfrid Lupano pour fonder The Ink Link, un collectif d'artistes militant, dont l'objectif est : « soutenir les organisations engagées en faveur de causes sociales et humanitaires », le « soutien des associations et des institutions à travers la planète en réalisant des documents illustrés » et « utiliser le dessin comme outil de dialogue communautaire ».
Son séjour à l'étranger inspire un album ayant pour cadre le Surinam : en 2019, chez Delcourt, paraît Picolette. L'album met en scène les forêts guyanaises et les concours de « picolettes », petits oiseaux chanteurs.
En novembre 2020, elle s'associe avec plusieurs collègues de The Ink Link pour un ouvrage collectif : Faire face, soignants vs Covid-19, qui rend compte de la vie des soignants du CHU de Bordeaux face à la pandémie de Covid-19 en France. En 2021 paraît À la recherche de l'Amazonie oubliée, « un reportage de vulgarisation dessiné » sur les sociétés précolombiennes en Amazonie.

## Œuvres
- Mon Fiancé Chinois (scénario et dessin), couleurs d'Hélène Lenoble, Steinkis, 2013  (ISBN 1-09-009015-3)
- Opium (scénario et dessin), couleurs de Thanh Phong Nguyen, Les Éditions Fei, 2014  (ISBN 978-2-359-66096-8)
- Picolette (scénario, dessin et couleurs), Delcourt, coll. Mirages, 2019  (ISBN 978-2-413-01674-8)
- À la recherche de l'Amazonie oubliée, Delcourt, 2021  (ISBN 978-2-413-03885-6)
- Back to Japan (scénario en collaboration avec Mélusine Mallender), dessin de Clémentine Fourcade, Éditions Nathan, 2022  (ISBN 2092494643)